# Anthurium metallicum
Anthurium metallicum är en kallaväxtart som beskrevs av Jean Jules Linden och Heinrich Wilhelm Schott. Anthurium metallicum ingår i släktet Anthurium och familjen kallaväxter. Inga underarter finns listade.